# Lispe caesia
Lispe caesia är en tvåvingeart som beskrevs av Johann Wilhelm Meigen 1826. Lispe caesia ingår i släktet Lispe och familjen husflugor. Arten är reproducerande i Sverige. Inga underarter finns listade i Catalogue of Life.